# Sven Kirsten
Sven A. Kirsten (* 27. August 1955 in Hamburg) ist ein deutscher Kameramann und Sachbuchautor.

## Leben
Sven A. Kirsten wurde als Enkel eines Hamburger Reeders und Sohn eines Mitbegründers des Plattenlabels Europa geboren. Er studierte Film in Berlin, wurde mit 23 Jahren Kameraassistent beim NDR und wanderte mit 25 nach Los Angeles aus. Er arbeitete anschließend einige Zeit als Beleuchter und drehte als Kameramann mehrere Musikvideos. Anfang der 1990er Jahre drehte er mit Mistress – Die Geliebten von Hollywood, Mask of Murder 2 (Doppelgänger) und Playtime – Spiele der Leidenschaft einige Hollywood-Filme. In den letzten Jahren war er vor allen Dingen als Kameramann für deutsche Fernsehfilme tätig.
Über die berufliche Tätigkeit hinaus wurde Sven Kirsten durch seine Pionierarbeiten als "urbaner Archäologe" bei der Wiederentdeckung des Tiki-Stils bekannt. Er verfasste zwei Bücher zu diesem Thema, "The Book of Tiki" und "Tiki Modern", die vor allem in den USA weite Verbreitung erzielten und Kirsten zum anerkannt führenden Fachmann in der Tiki-Community machten.

## Filmografie (Auswahl)
- 1980: Kortnergeschichten
- 1985: Grottenolm
- 1992: Mistress – Die Geliebten von Hollywood (Mistress)
- 1993: Mask of Murder 2 (Doppelgänger) (Doppelganger)
- 1994: Mystery Mode (Teresa's Tattoo)
- 1994: Playtime – Spiele der Leidenschaft (Playtime)
- 1996: Der Venusmörder
- 1998: Die Fremde in meiner Brust
- 1998: Die heilige Hure
- 1999: Schrei – denn ich werde dich töten!
- 2000: Nie mehr zweite Liga
- 2001: Das Mädcheninternat – Deine Schreie wird niemand hören
- 2003: Wilsberg – Letzter Ausweg Mord
- 2008: Kleine Lüge für die Liebe
- 2008: Zoogeflüster – Komm mir nicht ins Gehege!
- 2009: Eine Liebe in St. Petersburg
- 2010: Kommissar LaBréa – Mord in der Rue St. Lazare (Krimireihe, Folge 2)
- 2011: Biss zur großen Pause – Das Highschool Vampir Grusical
- 2011: Weihnachten … ohne mich, mein Schatz!
- 2012: Heiratsschwindler küsst man nicht
- 2012: Wir haben gar kein Auto
- 2013–2018: Um Himmels Willen (Fernsehserie, 41 Folgen)
- 2019–2021: Tierärztin Dr. Mertens (Fernsehserie, 11 Folgen)

## Veröffentlichungen als Autor
- The Book Of Tiki. Köln: Taschen, 2000. 288 S. ISBN 3-8228-6417-X
- Tiki Modern. Köln: Taschen, 2007. 336 S. ISBN 978-3-8228-4717-6